# Erasmo Hinojosa
Erasmo Hinojosa Hurtado  (Provincia de Parinacochas,  25 de noviembre de 1914 - Lima, 6 de agosto de 1977) fue un religioso católico peruano. Arzobispo Metropolitano de Piura.

## Biografía
Monseñor Erasmo Hinojosa hizo sus estudios escolares en su ciudad natal.
Se ordenó sacerdote el 1 de enero de 1937.

## Episcopado
El 3 de mayo de 1961 es nombrado Obispo Coadjutor de Piura y Obispo titular de  Boseta. Fue consagrado Obispo el 11 de junio del mismo año.
El 6 de enero de 1963, Su Santidad Juan XXIII le encarga la Diócesis de Piura, como Obispo ejerce el cargo hasta la elevación de Piura como Arquidiócesis en 1966.  Presidió las celebraciones por las Bodas de Plata de la Diócesis y participó en la II Convocatoria del Concilio Ecuménico Vaticano II.  Hacia finales del Concilio Vaticano II, Mons. Hinojosa le preguntó a Mons. Luis Sánchez Moreno Lira, obispo de Nilopolis y también Padre
conciliar, cómo dirigirse al fundador del Opus Dei. Éste le sugirió la manera más sencilla e inmediata: escribirle. Pocos días después Mons. Hinojosa le entregó una carta para san Josemaría, rogándole que se la hiciera llegar. En la carta solicitaba que el Opus Dei desarrolle una labor de carácter universitario en la ciudad de Piura. Este hecho marcó el inicio de la Universidad de Piura.
Fl 30 de junio de 1966, por medio de la Bula “Sicut Pater Familiae”, el Beato Papa Pablo VI, elevó al Obispado de Piura a Arquidiócesis Metropolitana y Provincia Eclesiástica, siendo Mons. Hinojosa preconizado Arzobispo Metropolitano de Piura (primero en ostentar este cargo). Entre sus obras destacan la creación del Archivo Arzobispal y la organización del Primer Congreso de Historia Eclesiástica. Diseñó y publicó el Primer Plan Pastoral de la Arquidiócesis. Convocó en Chiclayo el año 1968 a la Primera Reunión de los Obispos de las Diócesis Sufragáneas de Piura. Durante  su mandato se edificó del Santuario de Nuestra Señora de las Mercedes de Paita. 
Fallece el 6 de agosto de 1977. Sus restos fueron trasladados a la ciudad de Piura  donde recibió la despedida de los fieles, de las autoridades políticas y eclesiástica, para luego ser depositados en la Catedral de Piura.